# A magyar labdarúgó-válogatott 2017. október 10-i mérkőzése
A magyar labdarúgó-válogatott 2018-as világbajnoki selejtezőjének tizedik, egyben utolsó mérkőzése Feröer ellen, 2017. október 10-én, Budapesten, a Groupama Arénában. Ez volt a magyar labdarúgó-válogatott 921. hivatalos mérkőzése, a két válogatott egymás elleni 4. összecsapása, valamint a Feröeri labdarúgó-válogatott 181. hivatalos mérkőzése.

## Előzmények
Eddig háromszor találkozott a két válogatott egymással. Az első két mérkőzés a 2016-os Európa-bajnokság selejtezője volt és mindkettőt megnyerte a magyar válogatott. Az elsőt Tórshavnban 1–0-ra, míg a hazai visszavágót a Groupama Arénában 2–1-re.
Legutóbb 2016. szeptember 6-án, Tórshavnban, a Tórsvøllur Stadionban csapott össze a két csapat, szintén a 2018-as vb-selejtező sorozatban. A mérkőzés 0–0-s döntetlenre végződött.
A mérkőzésen Elek Ákos eltiltás, Bese Barnabás pedig sérülés miatt nem állhatott Bernd Storck rendelkezésére.

### Mérkőzés előtti sajtótájékoztató
2017. október 9-én, egy nappal az összecsapás előtt az új Hidegkuti Nándor Stadionban tartott sajtótájékoztatót a magyar csapat. Bernd Storck, a magyar válogatott szövetségi kapitánya elmondta, a csapat képes győzni holnap este a Groupama Arénában:
Képesek vagyunk győzni holnap este. Megmondtam a játékosoknak is, hogy jobb csapatunk van, ugyanakkor ezt holnap a pályán is be kell bizonyítanunk. A legfontosabb, hogy megtartsuk a selejtezőcsoport harmadik helyét, mert ezt a pozíciót senki nem szabad, hogy kivegye a kezünkből. Ennél fontosabb nincs és nem is lehet számunkra jelenleg. Emellett olyan mérkőzést szeretnénk játszani, amivel a szurkolóink is elégedettek lehetnek, és persze szeretnénk pozitív végszóval zárni a selejtezősorozatot.
A válogatott csapatkapitánya, Dzsudzsák Balázs, az előző, Svájc elleni összecsapáson letöltötte egy mérkőzéses eltiltását (két sárga lap miatt), így ezen a találkozón már pályára léphet. Kiemelte, a csapatnak kötelessége visszaadni a lehető legtöbbet abból, amit a szurkolóktól kapott:
Eddig is mindig őszintén beszéltem és ez most sem lesz másként. Szombaton minden gólt és hibát átéltünk mi is, akik nem voltunk bent a pályán. Sajnáltam, hogy nem lehetek ott, de így legalább holnap tudok mindent kiadni magamból. A bázeli meccs nagyon megérintette a csapatot. Szeretném megköszönni a szurkolóknak, akik vállalták ezt a túrát, és nagyon jó hangulatot teremtettek Svájcban is. És persze azt se felejtsük el, hogy egy hónappal ezelőtt is milyen hangulat volt a Groupama Arénában. Remélem, hogy kedd este visszaadhatunk nekik ebből valamennyit.
Stieber Zoltán szerint fontos, hogy saját magunkkal foglalkozzunk, a saját célkitűzésünkkel és semmi más ne okozzon zavart a fejekben:
Jó, hogy máris jön a következő mérkőzés és nincsen nagyobb szünet. Nekünk a saját játékunkkal kell foglalkoznunk és bízom benne, hogy holnap este mindenki maximálisan odateszi majd magát Feröer ellen. Ebben az esetben pedig meg kell, hogy tudjuk szerezni a 3 pontot.

## Helyszín
A találkozót Budapesten rendezték meg, a Groupama Arénában.

## Keretek
megjegyzés: A táblázatokban szereplő adatok a mérkőzés előtti állapotnak megfelelőek.
Bernd Storck 2017. szeptember 22-én hozta nyilvánosságra a mérkőzés magyar válogatott 24 fős keretét a Magyar Labdarúgó-szövetség hivatalos honlapján. Ismét a tavalyi Európa-bajnokságon játszók adják a külföldön játszó kerettagok többségét. Mindössze Megyeri Balázs és Sallai Roland nem volt a keret tagja a 2016-os kontinenstornán. Ugyanakkor visszatérő is van az előző összetételhez képest, hiszen a Dijonban légióskodó Lang Ádámnak ismét meghívót küldött Bernd Storck szövetségi kapitány. Szalai Ádám, Pintér Ádám és Kleinheisler László továbbra sem egészségesek, így rájuk sem számíthat a szövetségi kapitány az októberi meccseken, Nikolics Nemanja pedig ismét azt kérte, hogy klubcsapatánál maradhasson, mivel az MLS-ben játszó támadó a Chicago Fire-ban előtte álló feladatokra szeretne koncentrálni. A két rendelkezésre álló, és korábban is kerettag Böde Dániel és Eppel Márton mellé a diósgyőri Ugrai Rolandot is meghívta a szövetségi kapitány. Ugrai korábban már volt tagja a bő keretnek, de tétmérkőzésre készülő csapatba még nem kapott meghívót korábban. A portugálok ellen ötödik sárga lapjukat begyűjtő két játékos közül nemcsak Dzsudzsák Balázsra számít a kapitány, hanem Fiola Attilára is, hiszen a selejtezősorozatot záró Feröer-szigetek elleni mérkőzésen már mindketten pályára léphetnek, amennyiben Bernd Storck szerepeltetésük mellett dönt.
Bernd Storck, a magyar válogatott szövetségi kapitánya nyilatkozata a kerethirdetés után:
Bár néhány külföldön játszó sajnos még mindig sérült, ennek ellenére jó és erős csapatunk lesz a pályán a Svájc és Feröer-szigetek elleni mérkőzéseken. Minden játékos tudja, hogyan készüljön fel profi módon a válogatott mérkőzéseire, ahogy ezt azt előző két alkalmával is bizonyították. Lettország ellen ugyanolyan jó stílusban játszottunk, mint korábban és magabiztosan nyertük meg a mérkőzést, a regnáló Európa-bajnok ellen pedig nagyszerűen játszottunk még úgy is, hogy több mint 60 percen keresztül csak tíz játékosunk volt a pályán. Ugyanezen a sikeres úton szeretnénk tovább haladni az utolsó két vb-selejtezőn is, az idei utolsó hazai tétmeccsünkön pedig szeretnénk újra boldoggá tenni fantasztikus szurkolóinkat és a mérkőzés végén együtt ünnepelni velük.
| Magyarország                      | Magyarország       | Magyarország                     | Magyarország | Magyarország | Magyarország        | Magyarország                      |
| Poszt                             | Név                | Születési idő és életkor         | Vál.         | Gól          | Klub                | Utolsó válogatottság              |
| --------------------------------- | ------------------ | -------------------------------- | ------------ | ------------ | ------------------- | --------------------------------- |
| K                                 | Gulácsi Péter      | 1990. május 6. (27 évesen)       | 13           | 0            | Lipcse              | 2017. 10. 07-én Svájc ellen       |
| K                                 | Megyeri Balázs     | 1990. március 31. (27 évesen)    | 1            | 0            | Greuther Fürth      | 2016. 11. 15-én Svédország ellen  |
| K                                 | Kovácsik Ádám      | 1991. április 4. (26 évesen)     | 0            | 0            | Videoton            | —                                 |
| V                                 | Bese Barnabás      | 1994. május 6. (23 évesen)       | 9            | 0            | Le Havre            | 2017. 10. 07-én Svájc ellen       |
| V                                 | Botka Endre        | 1994. augusztus 25. (23 évesen)  | 1            | 0            | Ferencváros         | 2016. 11. 15-én Svédország ellen  |
| V                                 | Fiola Attila       | 1990. február 17. (27 évesen)    | 20           | 0            | Videoton            | 2017. 09. 03-án Portugália ellen  |
| V                                 | Guzmics Richárd    | 1987. április 16. (30 évesen)    | 25           | 2            | Jenpien Funde       | 2017. 10. 07-én Svájc ellen       |
| V                                 | Hangya Szilveszter | 1994. január 2. (23 évesen)      | 2            | 0            | Vasas               | 2017. 06. 05-án Oroszország ellen |
| V                                 | Kádár Tamás        | 1990. március 14. (27 évesen)    | 42           | 1            | Dinamo Kijev        | 2017. 10. 07-én Svájc ellen       |
| V                                 | Korhut Mihály      | 1988. december 1. (28 évesen)    | 12           | 0            | Hapóél Beér-Seva    | 2017. 10. 07-én Svájc ellen       |
| V                                 | Lang Ádám          | 1993. január 17. (24 évesen)     | 22           | 1            | Dijon               | 2017. 10. 07-én Svájc ellen       |
| KP                                | Dzsudzsák Balázs   | 1986. december 23. (30 évesen)   | 91           | 21           | el-Vahda            | 2017. 09. 03-án Portugália ellen  |
| KP                                | Elek Ákos          | 1988. július 21. (29 évesen)     | 45           | 1            | Kajrat Almati       | 2017. 10. 07-én Svájc ellen       |
| KP                                | Lovrencsics Gergő  | 1988. szeptember 1. (29 évesen)  | 19           | 1            | Ferencváros         | 2017. 10. 07-én Svájc ellen       |
| KP                                | Márkvárt Dávid     | 1994. szeptember 20. (23 évesen) | 2            | 0            | Puskás Akadémia     | 2017. 10. 07-én Svájc ellen       |
| KP                                | Nagy Ádám          | 1995. június 17. (22 évesen)     | 20           | 0            | Bologna             | 2017. 10. 07-én Svájc ellen       |
| KP                                | Nagy Dániel        | 1991. március 15. (26 évesen)    | 0            | 0            | Újpest              | —                                 |
| KP                                | Pátkai Máté        | 1988. március 6. (29 évesen)     | 8            | 0            | Videoton            | 2017. 10. 07-én Svájc ellen       |
| KP                                | Sallai Roland      | 1997. május 22. (20 évesen)      | 4            | 0            | Ellínon Lefkoszíasz | 2017. 10. 07-én Svájc ellen       |
| KP                                | Stieber Zoltán     | 1988. október 16. (28 évesen)    | 22           | 3            | D.C. United         | 2017. 08. 31-én Lettország ellen  |
| KP                                | Varga Roland       | 1990. január 23. (27 évesen)     | 7            | 2            | Ferencváros         | 2017. 10. 07-én Svájc ellen       |
| CS                                | Böde Dániel        | 1986. október 24. (30 évesen)    | 18           | 4            | Ferencváros         | 2017. 09. 03-án Portugália ellen  |
| CS                                | Eppel Márton       | 1991. november 20. (25 évesen)   | 3            | 0            | Budapest Honvéd     | 2017. 09. 03-án Portugália ellen  |
| CS                                | Ugrai Roland       | 1992. november 13. (24 évesen)   | 1            | 1            | Diósgyőr            | 2017. 10. 07-én Svájc ellen       |
| Szövetségi kapitány: Bernd Storck |                    |                                  |              |              |                     |                                   |

Lars Olsen szeptember 25-én hozta nyilvánosságra a feröeri csapat névsorát.
| Feröer                          | Feröer                   | Feröer                          | Feröer | Feröer | Feröer      | Feröer                         |
| Poszt                           | Név                      | Születési idő és életkor        | Vál.   | Gól    | Klub        | Utolsó válogatottság           |
| ------------------------------- | ------------------------ | ------------------------------- | ------ | ------ | ----------- | ------------------------------ |
| K                               | Gunnar Nielsen           | 1986. október 7. (31 évesen)    | 42     | 0      | FH          |                                |
| K                               | Teitur Gestsson          | 1992. augusztus 19. (25 évesen) | 1      | 0      | HB          |                                |
| K                               | Trygvi Askham            | 1988. március 28. (29 évesen)   | 0      | 0      | EB/Streymur | —                              |
| V                               | Jónas Tór Næs            | 1986. december 27. (30 évesen)  | 53     | 0      | ÍBV         |                                |
| V                               | Viljormur Davidsen       | 1991. július 19. (26 évesen)    | 20     | 0      | Vejle BK    |                                |
| V                               | Atli Gregersen           | 1982. július 15. (35 évesen)    | 40     | 0      | Víkingur    |                                |
| V                               | Odmar Færø               | 1989. november 1. (27 évesen)   | 15     | 0      | B36         |                                |
| V                               | Ári Jónsson              | 1994. július 22. (23 évesen)    | 2      | 0      | HB          |                                |
| V                               | Rógvi Baldvinsson        | 1989. december 6. (27 évesen)   | 26     | 3      | Bryne FK    |                                |
| V                               | Jóhan Troest Davidsen    | 1988. január 31. (29 évesen)    | 34     | 0      | HB          |                                |
| V                               | Sonni Nattestad          | 1994. augusztus 5. (23 évesen)  | 16     | 1      | Molde FK    |                                |
| KP                              | Pól Jóhannus Justinussen | 1989. január 13. (28 évesen)    | 25     | 0      | NSÍ         |                                |
| KP                              | Kaj Leo í Bartalsstovu   | 1991. június 23. (26 évesen)    | 11     | 0      | ÍBV         |                                |
| KP                              | Gilli Rólantsson         | 1992. augusztus 11. (25 évesen) | 18     | 1      | SK Brann    |                                |
| KP                              | René Joensen             | 1993. február 8. (24 évesen)    | 10     | 0      | Grindavík   |                                |
| KP                              | Fróði Benjaminsen        | 1977. december 14. (39 évesen)  | 93     | 6      | Víkingur    |                                |
| KP                              | Sølvi Vatnhamar          | 1986. május 5. (31 évesen)      | 20     | 1      | Víkingur    |                                |
| KP                              | Karl Løkin               | 1991. április 19. (26 évesen)   | 4      | 0      | NSÍ         |                                |
| KP                              | Róaldur Jakobsen         | 1991. január 23. (26 évesen)    | 3      | 1      | B36         |                                |
| KP                              | Hallur Hansson           | 1992. július 8. (25 évesen)     | 27     | 4      | AC Horsens  |                                |
| CS                              | Klæmint Olsen            | 1990. július 17. (27 évesen)    | 8      | 0      | NSÍ         |                                |
| CS                              | Patrik Johannesen        | 1995. szeptember 7. (22 évesen) | 2      | 0      | B36         | 2017. 10. 07-én Litvánia ellen |
| CS                              | Jóan Símun Edmundsson    | 1991. július 26. (26 évesen)    | 43     | 5      | Odense BK   |                                |
| Szövetségi kapitány: Lars Olsen |                          |                                 |        |        |             |                                |

## Örökmérleg a mérkőzés előtt
| Magyarország |           | Feröer |
| ------------ | --------- | ------ |
| 2            | Győzelem  | 0      |
| 1            | Döntetlen | 1      |
| 3            | Gólok     | 1      |
| 5/6          | Pontok    | 1/6    |
| 83,33%       | %         | 16,67% |

A táblázatban a győzelemért 2 pontot számoltunk el.

## A selejtezőcsoport állása a mérkőzés előtt
| Hely. | Csapat       | M | Gy | D | V | G+ | G– | Gk  | P  | Továbbjutás                      |
| ----- | ------------ | - | -- | - | - | -- | -- | --- | -- | -------------------------------- |
| 1.    | Svájc        | 9 | 9  | 0 | 0 | 23 | 5  | +18 | 27 | Kijut a 2018-as világbajnokságra |
| 2.    | Portugália   | 9 | 8  | 0 | 1 | 30 | 4  | +26 | 24 | Lehetséges pótselejtező          |
| 3.    | Magyarország | 9 | 3  | 1 | 5 | 13 | 14 | −1  | 10 |                                  |
| 4.    | Feröer       | 9 | 2  | 3 | 4 | 4  | 15 | −11 | 9  |                                  |
| 5.    | Lettország   | 9 | 1  | 1 | 7 | 3  | 18 | −15 | 4  |                                  |
| 6.    | Andorra      | 9 | 1  | 1 | 7 | 2  | 19 | −17 | 4  |                                  |

1. ↑  A nyolc legjobb csoportmásodik pótselejtezőt játszik. A kilencedik csoportmásodik kiesik.

## A mérkőzés
| 2017. október 10. 20:45 (CEST) |

| Magyarország                 | 1 – 0                           | Feröer                                                   |
| ---------------------------- | ------------------------------- | -------------------------------------------------------- |
| Böde (1–0) 81' Nagy Á. 90+2' | (0 – 0) [FIFA UEFA Jegyzőkönyv] | 18' Benjaminsen 57' Sorensen 62' Baldvinsson 85' Joensen |

| Groupama Aréna, Budapest Nézőszám: 20 000 Játékvezető: Roi Reinshreiber (izraeli) Asszisztensek: Amihay Mozes és Dvir Shimon |

A feröeri válogatott öt védővel és masszív védekezéssel kezdte a mérkőzést, a válogatott nehezen tudott helyzeteket kialakítani. Először Stiebernek sikerült, aki jó labdával találta meg a rövid saroknál érkező Eppelt, de a támadó a léc fölé fejelt, nem sokkal később pedig Szabó beadásáról maradt le centikkel. Feröer kőkeményen, de a sportszerűség határait betartva védekezett, és ennek nehezen találta az ellenszerét a magyar csapat. A félidő közepén Stieber és Dzsudzsák helyet cserélt a két szélen, de alapvetően nem változott meg a játék képe. A következő lehetőség Pátkai előtt adódott, de 24 méterről a bal kapufa mellé lőtt, majd Dzsudzsák jobb oldali szögletét Eppel fejelte a léc fölé az ötösről. A 33. percben Dzsudzsák előtt szabadrúgásból adódott lehetőség, de 19 méterről leadott lövését védte Nielesen kapus. A félidőben egy cserét hajtott végre a magyar kapitány: Eppel helyén Böde kapott lehetőséget. A fordulást követően felélénkült a magyar válogatott játéka, és teljesen beszorította ellenfelét a tizenhatosra. Mindkét szélről jöttek a beadások, de a lehetőségeket nem sikerült gólra váltani. Böde kétszer is helyzetbe került, de előbb Gregersen lépett bele a perdítésébe, majd rosszul ért bele fejjel Dzsudzsák beadásába. A 66. percben cserélt a szövetségi kapitány, Stieber helyén Nagy Dániel kapott lehetőséget, aki ezzel debütált a válogatottban. A mérkőzés hajrájához közeledve megtört a jég, a tizedik magyar szöglet már gólt ért: Dzsudzsák beadását követően Böde Dániel robbant be a kapu előterébe, elsőre a feröeri kapus még bravúrral hárította a lövését, ám a kipattanót már a hálóba lőtte a Ferencváros támadója; (1–0). A hátralévő időben az eredmény már nem változott, így győzelmével a magyar válogatott a vb-selejtezőcsoportja 3. helyén zárt Portugália és Svájc mögött.

### Az összeállítások
| Csapatszínek | Csapatszínek | Csapatszínek |
| Csapatszínek |              |              |
| Csapatszínek |              |              |
|              |              |              |
| Magyarország |              |              |

| Csapatszínek | Csapatszínek | Csapatszínek |
| Csapatszínek |              |              |
| Csapatszínek |              |              |
|              |              |              |
| Feröer       |              |              |

Asszisztensek:

 Amihay Yehoshua Mozes (Izrael) (partvonal)

 Dvir Shimon (Izrael) (partvonal)

Negyedik játékvezető:

 Liran Liany (Izrael)

### Mérkőzés utáni nyilatkozatok
A magyar válogatott szövetségi kapitánya, Bernd Storck lefújás után értékelte a mérkőzést, a szurkolók támogatását hiányolta:
Nem volt egyszerű meccs, tudtuk, hogy a svájci vereség után javítanunk kell. Igyekeztünk kiengesztelni a szurkolókat. A játékosok nem kapták meg ugyanazt a támogatást, mint máskor, ami elszomorította őket. Nem játszottunk jól, de győzni akartunk. A drukkereknek köszönettel tartozunk, hogy eljöttek, bár ma nem álltak mögénk. Ilyet még nem éltem át korábban. Ma nem kaptuk meg a támogatást. Nagy átalakuláson megyünk keresztül. Az Eb-n jól szerepeltünk, és reformokat vezettünk be. Időre van szükség. Kevés pontot szereztünk a selejtezőkön, ennek megvannak az okai. Erős ellenfeleink voltak, mint Portugália vagy Svájc. A gyengébb csapatok ellen szerzett kevés pontért vállalom a felelősséget. Tisztelni kell Feröert, mások is megszenvedtek ellene. Igyekeztünk jól futballozni. Visszaérkeztünk Svájcból és támogatás helyett a szurkolók támadták a játékosokat. Az ellenfél védelme nagyon erős volt. Nyilván több gólt akartunk szerezni, ám így alakult a mérkőzés. Minden elismerésem a szurkolóké, hogy ilyen sokan kijöttek a svájci vereség után. Tudjuk, hogy az eredményekkel nem mindenki elégedett, de hazai pályán nem okoztunk csalódást a selejtezők során. Nem akarok kifogásokat keresni, azonban ma is sok hiányzónk volt. Igyekszünk fiatalokat, új embereket beépíteni. Elég csak Ugrai Rolandra gondolni, aki nem vallott szégyent.
A feröeri válogatott szövetségi kapitánya, Lars Orsen is értékelte a mérkőzést:
Jó mérkőzés volt ez, a védelmünk pedig erős, főleg az első félidőben, bár néha eladtuk a labdát. Miután elfáradtunk, a magyarok feltörték a védelmünket, és egyre többet hibáztunk. Nem mondom, hogy a magyarok nem érdemeltek győzelmet. Böde Dánielt ma tudtuk kezelni, a góljához szerencse is kellett. Nagydarab fickó, mindig veszélyt jelent. Nem vagyunk csalódottak, hogy nem sikerült a harmadik helyen végezni, a magyar válogatott jobb nálunk. Mi is szeretnénk fejlődni, talán legközelebb mi leszünk a jobbak.

## Statisztika

### Mérkőzés
| Statisztika                     | Magyarország | Feröer    |
| ------------------------------- | ------------ | --------- |
| Labdabirtoklás                  | 65%          | 35%       |
| Kapura lövési kísérlet          | 20           | 7         |
| — Ebből kaput elkerülő kísérlet | 11           | 3         |
| — Ebből kaput eltaláló kísérlet | 5            | 2         |
| — Ebből gól                     | 1            | 0         |
| Blokkolt kísérlet               | 4            | 2         |
| Kapufa                          | 0            | 0         |
| Szöglet                         | 10           | 2         |
| Les                             | 0            | 0         |
| Passzkísérletek száma           | 463          | 214       |
| Sikeres passzok száma           | 395 (85%)    | 146 (68%) |
| Labdaszerzés                    | 29           | 25        |
| Elkövetett szabálytalanság      | 14           | 15        |
| Sárga lap                       | 1            | 4         |
| Piros lap                       | 0            | 0         |

### Szövetségi kapitány
Ez volt Bernd Storck 25. mérkőzése a magyar labdarúgó-válogatott szövetségi kapitányaként.
| Mérkőzés                   | Összesen | Győzelem | Döntetlen | Vereség | Százalék |
| -------------------------- | -------- | -------- | --------- | ------- | -------- |
| Összes mérkőzés            | 25       | 8        | 7         | 10      | 41,3%    |
| Tétmérkőzés                | 20       | 8        | 5         | 7       | 48,3%    |
| — 2016-os Eb-selejtező     | 6        | 3        | 2         | 1       | 61,1%    |
| — 2016-os Európa-bajnokság | 4        | 1        | 2         | 1       | 41,7%    |
| — 2018-as vb-selejtező     | 10       | 4        | 1         | 5       | 43,3%    |
| Barátságos mérkőzés        | 5        | 0        | 2         | 3       | 13,3%    |
| Hazai pályán               | 12       | 5        | 3         | 4       | 50,0%    |
| Idegenben                  | 9        | 2        | 2         | 5       | 29,6%    |
| Semleges pályán            | 4        | 1        | 2         | 1       | 41,7%    |

## Örökmérleg a mérkőzés után
| Magyarország |           | Feröer |
| ------------ | --------- | ------ |
| 3            | Győzelem  | 0      |
| 1            | Döntetlen | 1      |
| 4            | Gólok     | 1      |
| 7/8          | Pontok    | 1/8    |
| 87,50%       | %         | 12,50% |

A táblázatban a győzelemért 2 pontot számoltunk el.

## A selejtezőcsoport végeredménye
További mérkőzések a fordulóban
| 2017. október 10. | Lettország | 4 – 0 | Andorra |
| 2017. október 10. | Portugália | 2 – 0 | Svájc   |

| Hely. | Csapat       | M  | Gy | D | V | G+ | G– | Gk  | P  | Továbbjutás                      |
| ----- | ------------ | -- | -- | - | - | -- | -- | --- | -- | -------------------------------- |
| 1.    | Portugália   | 10 | 9  | 0 | 1 | 32 | 4  | +28 | 27 | Kijut a 2018-as világbajnokságra |
| 2.    | Svájc        | 10 | 9  | 0 | 1 | 23 | 7  | +16 | 27 | Lehetséges pótselejtező          |
| 3.    | Magyarország | 10 | 4  | 1 | 5 | 14 | 14 | 0   | 13 |                                  |
| 4.    | Feröer       | 10 | 2  | 3 | 5 | 4  | 16 | −12 | 9  |                                  |
| 5.    | Lettország   | 10 | 2  | 1 | 7 | 7  | 18 | −11 | 7  |                                  |
| 6.    | Andorra      | 10 | 1  | 1 | 8 | 2  | 23 | −21 | 4  |                                  |

1. ↑  A nyolc legjobb csoportmásodik pótselejtezőt játszik. A kilencedik csoportmásodik kiesik.

## Gólok és figyelmeztetések
A magyar válogatott játékosainak góljai és figyelmeztetései a selejtezősorozatban.
Csak azokat a játékosokat tüntettük fel a táblázatban, akik legalább egy gólt vagy figyelmeztetést kaptak.
A játékosok vezetéknevének abc-sorrendjében.
| Mérkőzés            | Mérkőzés | Mérkőzés | Mérkőzés | Mérkőzés | Mérkőzés | FRO–HUN     | HUN–SUI     | LVA–HUN     | HUN–AND     | POR–HUN     | AND–HUN     | HUN–LVA         | HUN–POR     | SUI–HUN         | HUN–FRO     |
| ------------------- | -------- | -------- | -------- | -------- | -------- | ----------- | ----------- | ----------- | ----------- | ----------- | ----------- | --------------- | ----------- | --------------- | ----------- |
| Játékos             | Gól      |          |          |          | KM       | 2016.09.06. | 2016.10.07. | 2016.10.10. | 2016.11.13. | 2017.03.25. | 2017.06.09. | 2017.08.31.     | 2017.09.03. | 2017.10.07.     | 2017.10.10. |
| Bese Barnabás       | 0        | 2        | 0        | 0        | 1        |             |             |             |             |             | Sárga lap   | Sárga lap       | X           |                 |             |
| Böde Dániel         | 1        | 0        | 0        | 0        | 0        |             |             |             |             |             |             |                 | X           |                 | Gól         |
| Dzsudzsák Balázs    | 1        | 2        | 0        | 0        | 1        |             |             |             |             | Sárga lap   |             | Gól             | Sárga lap   | X               |             |
| Elek Ákos           | 0        | 2        | 0        | 0        | 1        |             |             |             |             |             |             |                 | Sárga lap   | Sárga lap       | X           |
| Fiola Attila        | 0        | 2        | 0        | 0        | 1        | Sárga lap   |             |             |             |             |             |                 | Sárga lap   | X               |             |
| Gera Zoltán         | 1        | 1        | 0        | 0        | 0        |             |             |             | Gól         | Sárga lap   |             |                 |             |                 |             |
| Guzmics Richárd     | 1        | 0        | 0        | 0        | 0        |             |             |             |             |             |             |                 |             | Gól             |             |
| Gyurcsó Ádám        | 2        | 0        | 0        | 0        | 0        |             |             | Gól         | Gól         |             |             |                 |             |                 |             |
| Kádár Tamás         | 1        | 3        | 0        | 0        | 1        | Sárga lap   |             | Sárga lap   | X           | Sárga lap   |             | Gól             |             |                 |             |
| Kleinheisler László | 0        | 2        | 0        | 0        | 1        | Sárga lap   |             |             | Sárga lap   | X           |             |                 |             |                 |             |
| Korhut Mihály       | 0        | 1        | 0        | 0        | 0        |             |             |             | Sárga lap   |             |             |                 |             |                 |             |
| Lang Ádám           | 1        | 0        | 0        | 0        | 0        |             |             |             | Gól         |             |             |                 |             |                 |             |
| Nagy Ádám           | 0        | 2        | 0        | 0        | 0        |             |             |             |             |             |             | Sárga lap       |             |                 | Sárga lap   |
| Pátkai Máté         | 0        | 1        | 0        | 0        | 0        |             |             |             |             |             |             |                 | Sárga lap   |                 |             |
| Priskin Tamás       | 0        | 0        | 0        | 1        | 1        |             |             |             |             |             |             |                 | kiállítva   | X               | X           |
| Szalai Ádám         | 5        | 1        | 0        | 0        | 0        |             | Gól · Gól   | Gól         | Gól         |             |             | Gól · Sárga lap |             |                 |             |
| Ugrai Roland        | 1        | 1        | 0        | 0        | 0        |             |             |             |             |             |             |                 |             | Gól · Sárga lap |             |
| Összesen            | 14       | 20       | 0        | 1        | 7        |             |             |             |             |             |             |                 |             |                 |             |

Jelmagyarázat:  = szerzett gólok;  = sárga lapos figyelmeztetés;  = egy mérkőzésen 2 sárga lap utáni azonnali kiállítás;  = piros lapos figyelmeztetés, azonnali kiállítás; X = eltiltás; KM = eltiltás miatt kihagyott mérkőzések száma

### Összes mérkőzés
Győzelem
      Döntetlen
      Vereség
| No.       | Dátum         | Helyszín                     | Nézőszám | Mérkőzés     | Eredmény                      | Gólszerző(k) |
| --------- | ------------- | ---------------------------- | -------- | ------------ | ----------------------------- | ------------ |
| 1. (891.) | 2014. 10. 14. | Tórshavn, Tórsvøllur Stadion | 3 500    | Eb-selejtező | Feröer–Magyarország 0–1 (0–1) | Szalai 21'   |
| 2. (899.) | 2015. 10. 08. | Budapest, Groupama Aréna     | 16 165   | Eb-selejtező | Magyarország–Feröer 2–1 (0–1) | Böde 63' 71' |
| 3. (910.) | 2016. 09. 06. | Tórshavn, Tórsvøllur Stadion |          | vb-selejtező | Feröer–Magyarország 0–0       |              |
| 4. (921.) | 2017. 10. 10. | Budapest, Groupama Aréna     | 20 000   | vb-selejtező | Magyarország–Feröer 1–0 (0–0  | Böde 81'     |